# 파일 조작
파일 조작(file operation)은 생성, 삭제, 읽기, 쓰기 등 컴퓨터 파일을 다루는 기능들을 집합적으로 가리키는 말이다.

## 종류
일반적으로 API들이 제공하는 파일 조작 기능들은 다음과 같다.
- 생성: 새로운 파일을 생성한다.
- 삭제: 현존하는 파일을 지운다.
- 쓰기: 현재 파일 포인터가 가리키는 위치에 문자열을 기록한다.
- 읽기: 현재 파일 포인터가 가리키는 위치에서 문자열을 읽어온다.
- 열기: 해당 파일에 대한 조작을 수행할 것이라고 운영 체제에 알리면, 운영 체제는 파일을 조작할 수 있는 포인터를 돌려준다. 만약 파일을 열 수 없다면 그 이유를 오류 값을 반환한다.
- 닫기: 해당 파일에 대한 조작을 수행할 것이라고 운영 체제에 알리면, 파일 포인터로 더 이상 파일을 돌려준다.
- 탐색

## 프로그래밍의 예
파일 포인터가 가리키는 위치에서 80바이트를 읽어와서 buffer에 저장한다.
```
fread(fp, buffer, 80);
```

읽기 모드로 파일을 열고, fp에 파일 포인터를 받아온다.
```
fp = open("a.txt", "r");
```

## 같이 보기
- 컴퓨터 파일
- 입출력